# Elliott Erwitt
Elliott Erwitt   (Neuilly-sur-Seine i París, 26 de juliol de 1928 - Manhattan, 30 de novembre de 2023) va ser un fotògraf estatunidenc conegut per les seves imatges en blanc i negre que mostren situacions absurdes amb objectes quotidians.

## Biografia
D'origen rus, Elliott Erwitt va néixer a París el 26 de juliol de 1928, però va passar la seva infantessa a Milà. A 1939, després d'una breu estança a França, va emigrar amb la seva família als Estats Units d'Amèrica fugint de les lleis racials. Durant la seva adolescència, que va transcórrer a Hollywood, va desenvolupar un especial interès pel món de la imatge, i va decidir iniciar els seus estudis de fotografia al Los Angeles City College.
El 1948 es va traslladar a Nova York, on va treballar de conserge a canvi de rebre classes de cinematografia a la New School for Social Research. El 1949 va viatjar per França i Itàlia amb la seva càmera Rolleiflex. Dos anys més tard va ser reclutat per realitzar el servei militar exercint diferents tasques fotogràfiques a Alemanya i França.
Durant la seva estança a Nova York va conèixer Edward Steichen, Robert Capa i Roy Striker. Aquest últim el va contractar perquè col·laborés en la construcció d'una fototeca per a la Standard Oil Company. Posteriorment li va demanar de realitzar un projecte de documentació de la ciutat de Pittsburgh.
L'any 1953, Erwitt es va incorporar a Magnum Photos, treballant paral·lelament com a fotògraf independent per a publicacions com Collier's, Look, Life i Holiday, entre d'altres. El 1971 va produir i dirigir el primer dels seus documentals: Beauty Knows No Pain.

## Exposicions
- 1947. Artists Club, Nova Orleans.
- 1957. Limelight Gallery. Nova York.
- 1963. Smithsonian Institute, Washington DC.
- 1965. Museum of Modern Art, Nova York.
- 1968. Observations on America Architecture, Pabellò dEstats Units, Osaka.
- 1970.The Rise of an American Architecture, The Metropolitan Museum of Art, Nova York.
- 1975. Australian Center of Photography, Nova Gal·les del Sud, Austràlia.
- 1982. P.P.S. Gallerie, Hamburg.
- 1983. Modulo Gallery, Lisboa.
- 1984. Galerie Magnum, París.